# 塔夫里伊斯凱 (別里斯拉夫區)
46°59′2″N 33°5′34″E / 46.98389°N 33.09278°E
塔夫里伊斯凯（烏克蘭語：Таврійське）是位於烏克蘭南部的村莊，由赫爾松州別里斯拉夫區的佳亨卡市鎮負責管轄。該村面積1.05平方公里，海拔高度54米，2001年人口96，人口密度每平方公里91.2人。